# Liste des évêques de Brugnato
Cette liste recense les évêques qui se sont succédé sur le siège de Brugnato. En 1820, il est uni au diocèse de Luni-Sarzana. Le pape Pie XI érige le diocèse de La Spezia le 12 janvier 1929. Ce nouveau diocèse est uni aeque principaliter au siège de Luni-Sarzana et Brugnato, qui prend le nouveau nom de diocèse de Luni, La Spezia, Sarzana et Brugnato. En 1975, le diocèse de Luni est supprimé et devient siège titulaire. Les diocèses de La Spezia, Sarzana et Brugnato sont pleinement uni en 1986 et la nouvelle circonscription ecclésiastique prend le nom actuel de diocèse de La Spezia-Sarzana-Brugnato. 

## Évêques de Brugnato
- Ildebrando (1133-?)
- Gerolamo Lomellino (1147-1172)
- Lanfranco (mentionné en 1178)
- Alberto (1188-1188)
- Guglielmo Spinola (1190-1200)
- Sinibaldo Fieschi (1200-1230)
- Guglielmo Contardi (1230-1251)
- Balduino Fieschi (1252-1262)
- Filippo Pallavicini (1262-1265)
- Sorleone, O.P (1265-1280)
- Filippo Passano (1281-1288)
- Arduino Franchi (1288-1292)
- Giacomo da Pontremoli (1300-1320)
- Gherardo Spinola, O.F.M (1321-1340)
- Lamberto Guidiccioni (1340-1344)
- Torpete Cancelli, O.S.B (1344-1350)
- Ludovico Pallavicino (1350-1362)
- Nicolò (1362-1362)
- Ludovico Gandolfo, O.F.M (1363-1390)
- Landone Plancio (1390-1400)
- Francesco Cotica, O.S.B (1400-1412)
- Simone Tommasi (1412-1418)
- Tommaso Trigone, O.S.B (1418-1438)
- Antonio Vergafalce (1438-1467)
- Bartolomeo Ugerio (1467-1479)
- Antonio Valdettaro (1479-1492)
- Simone Chiavari, O.S.B (1492-1502)
- Lorenzo Fieschi (1502-1510)
- Melchiorre Grimaldi (1510-1512)
  - Filippo Sauli (1512-1528), administrateur apostolique
  - Girolamo Grimaldi (1528-1535), administrateur apostolique
  - Agostino Trivulzio (1535-1548), administrateur apostolique
- Antonio Cogorno, O.P (1548-1565)
- Giulio Sauli (1565-1570)
- Antonio Paliettino, O.F.M.Conv (1571-1579)
- Nicolò Mascardi (1580-1584), nommé évêque de Mariana
- Camillo Doddeo (1584-1592), nommé évêque de Fossano
- Stefano Baliano (1592-1609)
- Francesco Mottini (1609-1623)
- Vincenzo Giovanni Spinola, O.S.A (1623-1639)
- Francesco Durazzi (1640-1652)
- Giantommaso Gastaldi (1652-1655)
- Giambattista Paggi (1655-1663)
- Giambattista Da Diece (1663-1696)
- Francesco Sacco, C.R (1697-1721)
- Nicolò Leopoldo Lomellini (1722-1754)
- Domenico Tatis, O.S.B.Oliv (1754-1765)
- Francesco Maria Gentili (1767-1791), nommé évêque de Luni-Sarzana
- Giovanni Luca Solari (1792-1810)
  - Siège vacant (1810-1820)
  - Giuseppe Spina (1815-1820), administrateur apostolique

## Évêques de Luni-Sarzana et Brugnato
- Luigi Scarabelli, C.M (1820-1836)
- Francesco Agnini (1837-1853)
- Giuseppe Rosati (1867-1881)
- Giacinto Rossi, O.P (1881-1899)
- Giovanni Carli (1899-1921)
- Bernardo Pizzorno (1921-1926)
  - Siège vacant (1926-1929)
  - Giovanni Costantini (1927-1929), administrateur apostolique

## Sources
- (en) http://www.catholic-hierarchy.org